# Сан Бонифачо
Сан Бонифа̀чо (на италиански и на венециански: San Bonifacio) е град и община в Северна Италия, провинция Верона, регион Венето. Разположен е на 31 m надморска височина. Населението на общината е 21 284 души (към 2015 г.).